# Расбора гетероморфа
Расбора гетероморфа, Клинопятнистая расбора (rasbora heteromorpha, trigonostigma heteromorpha)— стайная аквариумная рыба. Обитает на малайском архипелаге, в Таиланде и на Суматре, в реках и ручьях. Впервые была привезена в Европу в 1907 году из Сингапура. Одна из самых популярных аквариумных рыб.
Имеет на каждом боку бархатно-фиолетовый клин, который начинается от середины тела и доходит до хвостового плавника. Тело относительно высокое, длиной до 4,5 см, с тонким хвостовым стеблем. У самцов передний нижний край клина вытянут до средней линии брюшка. Тело самок полнее, край клина тупой.

## Содержание в аквариуме
Для содержания желательно иметь аквариум не менее 50 л, засаженный растениями, со свободным местом для плавания. Желательна старая, мягкая вода с температурой 22-25 °C, жесткостью до 10°, pH 6,0-7,5.

### Кормление
Расборы к корму не требовательны, могут питаться всеми видами живых и сухих кормов. Иногда рыб подкармливают манной крупой и белым хлебом.

### Разведение
Из многих дюжин икринок удается получить только несколько мальков. Особое внимание нужно обращать на то, чтобы температура воды постоянно держалась около 28 °C, так как икра необычайно чувствительна ко всякого рода изменениям температуры.
При икрометании, которое должно проходить в аквариуме, засаженной людвигией, криптокориной или апоногетоном, самка обычно является активной стороной. Она пытается заставить самца подняться к поверхности воды, где обе рыбки, прижавшись боками друг к другу, перевертываются брюшками вверх и самка приклеивает несколько икринок к нижней поверхности широкого листа. Самка мечет икру на несколько листьев до тех пор, пока не вымечет всей икры. После этого самку и самца вылавливают.
Около полутора суток спустя появляются личинки, которые через 5 дней превращаются в мальков. Мальков выкармливают науплиями циклопов, инфузориями.

### Совместимость
Расбора — мирная рыба, чаще всего её содержат в общем аквариуме с неагрессивными соседями.